# Reichshof
Reichshof è un comune di 18 454 abitanti della Renania Settentrionale-Vestfalia, in Germania.
Appartiene al circondario di Oberberg (targa GM).